# إد جونز
إد جونز (بالإنجليزية: Ed Jones) (و. 1912 – 1999 م) هو سياسي، من الولايات المتحدة الأمريكية، ولد في يوركفيل، كان عضوًا في الحزب الديمقراطي الأمريكي، توفي في ديير، عن عمر يناهز 87 عاماً.

## مناصب
تولى منصب عضو مجلس النواب الأمريكي.

## التعليم
تعلم في جامعة تينيسي.